# Нойбург-на-Рейні
Нойбург-на-Рейні або Нойбург-ам-Райн (нім. Neuburg am Rhein) — громада в Німеччині, розташована в землі Рейнланд-Пфальц. Входить до складу району Гермерсгайм. Складова частина об'єднання громад Гагенбах.
Площа — 8,25 км2. Населення становить 2582 ос. (станом на 31 грудня 2020).